# یکاترینا بودانوا
یکاترینا بودانوا (روسی: Екатерина Васильевна Буданова، مشهور به کاتیا؛ ۶ دسامبر ۱۹۱۶–۱۹ ژوئیه ۱۹۴۳)، سروان خلبان جنگنده لاگگ-۳ نیروی هوایی شوروی در طول جنگ جهانی دوم بود. او دارای پنج پیروزی هوایی است و همراه با لیدیا لیتویاک یکی از دو زن خلبان تک‌خال جهان است.
ادعاشده جنگنده وی سرانجام در ۱۹ ژوئیه ۱۹۴۳ توسط سروان خلبان مسرشمیت ب‌اف ۱۰۹ امیل بیتش از مشهورترین خلبانان لوفت‌وافه سرنگون شده‌است.

## پیشینه
بودانوا در خانواده ای دهقان در دهکده کونوپلانکا در استان اسمولنسک به دنیا آمد. وی به دلیل مرگ پدر تنها دوره دبستان را با کارنامه ممتاز سپری کرد و سپس به عنوان پرستار کودک به مدت محدودی به کار پرداخت. در ۱۳ سالگی با تشویق مادرش به مسکو نزد خواهرش رفت تا به همراه او در واحد چوب و نجاری یک شرکت تولید هواپیما به کار مشغول شود. علاقه وی به پرواز و همچنین هوش ذاتی او باعث شد به باشگاه پرواز محلق شود و در سال ۱۹۳۴ مجوز پرواز دریافت کرد و در سال ۱۹۳۷ به عنوان مربی پرواز فارغ‌التحصیل شد. او با پرواز تک نفره یاکوولف یاک-۱ در رژه‌های هوایی شرکت کرد.

## جنگ جهانی دوم

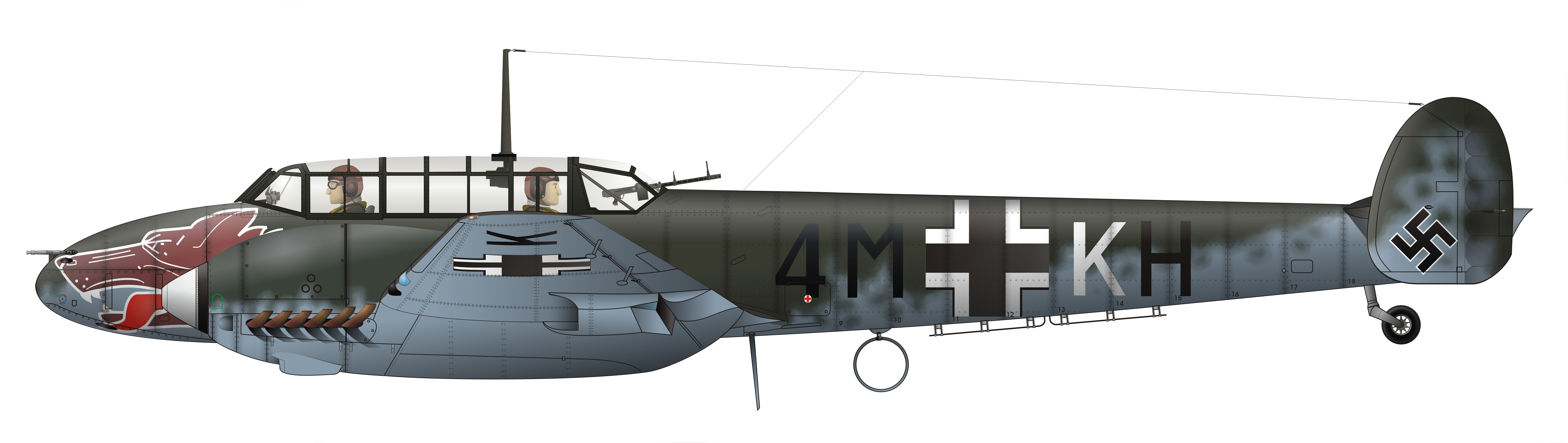
جنگنده مسرشمیت ب‌اف ۱۱۰

پس از حمله آلمان به اتحاد جماهیر شوروی سوسیالیستی در ژوئن ۱۹۴۱، وی به هنگ هواپیمایی جنگنده ۵۸۶ واردشد که توسط مارینا راسکووا تشکیل و سر و شکل گرفته بود. این واحد کاملاً از خلبانان زن تشکیل شده بود و به جنگنده یاکوولف یاک-۱ مجهز بود. در ابتدا، زنان خلبان در سه یگان متشکل از خلبانان زن مستقر شدند: هنگ هواپیمای جنگنده ۵۸۶، هنگ بمب‌افکن ۵۸۷ و هنگ بمب‌افکن شب ۵۸۸. در نیروی هوایی شوروی کد ۵۰۰ به معنای ذخیره‌های دفاعی بود. این واحدها در اصل زنانی بودند که مربی پرواز یا اعضای باشگاه‌های پرواز قبل از جنگ بودند. در ۱۰ سپتامبر۱۹۴۱، بودانوا به همراه لیدیا لیتویاک، ماریا کوزنتسوا و رائسا بلیایوا به هنگ هواپیمایی جنگنده ۴۳۷ ملحق شدند. سرگرد خوستیکوف فرمانده این هنگ، در ابتدا به توانایی خلبانان زن بدبین بود. اما در مدت کوتاهی بودانوا و دیگر خلبانان زن به خاطر حمله تهاجمی و مهارت خلبانی بالا، به شهرت رسیدند.
در ۱۰ دسامبر ۱۹۴۳ بودانوا ۲ فروند مسرشمیت ب‌اف ۱۱۰ را سرنگون کرد. پس از این پیروزی‌ها بودانوا مجوز شکار انفرادی را گرفت و در ۱۰ فوریه ۱۹۴۳، در نزدیکی روستوف، وی یک مسرشمیت ب‌اف ۱۰۹ را سرنگون کرد.

## آخرین مأموریت
در ۱۹ ژوئیه ۱۹۴۳ او آخرین مأموریت خود را در نزدیکی استان لوهانسک انجام داد. داگ‌فایت یا رزم هوایی مستقیم بین دو هواپیمای جنگی باعث کشته شدن او پس از سرنگون کردن دو فروند هواپیمای مسرشمیت ب‌اف ۱۰۹ شد. در نهایت هواپیمای وی توسط امیل بیتش از مشهورترین خلبانان لوفت‌وافه مورد هدف قرار گرفت و سقوط کرد. کشاورزان محلی که به سرعت خود را به پرنده کاتیا رسانیده بودند تنها توانستند جسم بی‌جان او را از هواپیما خارج کنند.

## افتخارات
- قهرمان فدراسیون روسیه (۱ اکتبر ۱۹۹۳)
- نشان جنگ میهنی (۲۲ ژوئیه ۱۹۴۳)